# Cunctochrysa baetica
Cunctochrysa baetica là một loài côn trùng trong họ Chrysopidae thuộc bộ Neuroptera. Loài này được Hölzel miêu tả năm 1972.